# بوبي روس (لاعب كرة قدم)
بوبي روس (بالإنجليزية: Bobby Ross)‏ هو لاعب كرة قدم بريطاني في مركز الوسط، ولد في 9 سبتمبر 1941 في إدنبرة في المملكة المتحدة. لعب مع غريمسبي تاون.